# Carmona (Costa Rica)
Carmona es un distrito y a la vez cabecera del cantón de Nandayure, en la provincia de Guanacaste, de Costa Rica.

## Ubicación
La ciudad de Carmona se encuentra a 34 km al sur de Nicoya, y a 113 km al sur de Liberia.

## Geografía
Carmona cuenta con un área de 31,66 km² y una altitud media de 80 m s. n. m.

## Demografía
Para el año 2022, Carmona cuenta con una población estimada de 2638 habitantes, y para el último censo efectuado, en 2011, Carmona contaba con una población de 2486 habitantes.

## Localidades
- Poblados: Camas, Limones, Maquenco, San Rafael, Vista de Mar.

## Transporte

### Carreteras
Al distrito lo atraviesan las siguientes rutas nacionales de carretera:
- Ruta nacional 161
- Ruta nacional 902
- Ruta nacional 903